# Xatrac menut de Humbolt
El xatrac menut de Humboldt o xatrac peruà (Sternula lorata) és una espècie d'ocell de la família dels làrids (Laridae) que habita les costes del Pacífic de Sud-amèrica, des de l'Equador, cap al sud, a través del Perú fins al nord de Xile.